# Epigonus notacanthus
Epigonus notacanthus és una espècie de peix pertanyent a la família dels epigònids.

## Descripció
- Pot arribar a fer 23,8 cm de llargària màxima.
- Cap espina a l'opercle.
- 8 espines a la primera aleta dorsal.
- Sense dents a la llengua.[5][6]

## Hàbitat
És un peix marí, mesobentònic-pelàgic i batidemersal que viu entre 230 i 340 m de fondària sobre el fons marí principalment.

## Distribució geogràfica
Es troba al Pacífic sud-oriental.

## Observacions
És inofensiu per als humans.